# Ruhrstahl X-4
X-4 – niemiecki kierowany pocisk rakietowy powietrze–powietrze opracowany w czasie II wojny światowej w zakładach Ruhrstahl. Miał kształt cygara, ze skrzydłami umieszczonymi w środkowej części i z tyłu. Kierowany był za pomocą cienkiego przewodu, rozwijanego w miarę oddalania się pocisku od samolotu aż do momentu trafienia celu. Głowica umieszczona była na nosie i wyposażona w zapalnik uderzeniowy.
Pierwsza partia została wyprodukowana wiosną 1944. Produkcja masowa rozpoczęła się w styczniu 1945. Choć około 1000 korpusów pocisku zostało ukończonych w zakładach Ruhrstahl w Brackwede, produkcja silników rakietowych musiała zostać wstrzymana po zniszczeniu fabryki BMW w Stargardzie w nalocie bombowym. Nie zdołano naprawić zniszczeń ani ewakuować linii produkcyjnych przed wkroczeniem sowieckich oddziałów w lutym 1945.